# Neuenkirchen (Arrondissement d'Osnabrück)
Pour les articles homonymes, voir Neuenkirchen.
Neuenkirchen est une municipalité allemande du land de Basse-Saxe et l'arrondissement d'Osnabrück. En 2014, elle comptait 4 486 hab.

## Source
- (de) Cet article est partiellement ou en totalité issu de l’article de Wikipédia en allemand intitulé « Neuenkirchen (Landkreis Osnabrück) » (voir la liste des auteurs).